# Kamienica przy ul. Rynek 18 w Sanoku
Kamienica przy ul. Rynek 18 w Sanoku, tzw. Borczykówka – kamienica położona na Rynku w Sanoku.
Znajduje się na wschodniej pierzei Rynku. Północną stroną przylega do ratusza przy ul. Rynek 16. Południowa część graniczy z nieruchomością należącą do kościoła franciszkanów.
Przed pierwszą wojną światową w budynku mieścił się kantor Banku Wiedeńskiego, a do 1939 Banku Lwowskiego. W latach 1940–1941 dokonano zmian w elewacjach kamienic przylegających do rynku, zdemontowano również drewnianą witrynę kantoru. Podczas wojny budynek należący do Borczyków figurował pod numerem 17.
W kamienicy mieszkał Władysław Szombara wraz z rodziną. W budynku zostało utworzone biuro poselskie. Do 2013 funkcjonował sklep muzyczny „Manek”, którego właścicielem był Mariusz Kurasz (brat Damiana). Od przełomu 2014/2015 w budynku utworzono punkt informacyjny funduszy europejskich Urzędu Marszałkowskiego Województwa Podkarpackiego.
Budynek został wpisany do rejestru zabytków (1992) oraz do gminnej ewidencji zabytków miasta Sanoka.

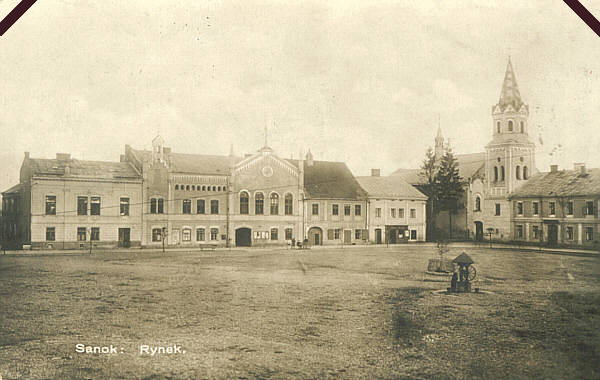
Wygląd kamienicy na początku XX wieku, pierwsza po lewej stronie kościoła franciszkanów

## Odniesienia w sztuce i kulturze
W kamienicy tej mieścił się oddział Banku Wiedeńskiego (Hasek, Banku Krakowskiego). Stacjonował tam sztab Żelaznej Brygady, w skład której wchodził batalion 91. pułku piechoty z Czeskich Budziejowic. Służbę odbywał tu Josef Svejk podczas pobytu w Sanoku.